# VIIIe gouvernement constitutionnel de Sao Tomé-et-Principe
République démocratique de Sao Tomé-et-Principe
VIIe IXe
Le VIIIe gouvernement constitutionnel de Sao Tomé-et-Principe (en portugais : VIIIe Governo Constitucional de São Tomé e Príncipe) est le huitième gouvernement de Sao Tomé-et-Principe. Il est en fonction du 7 octobre 2002 au 18 juillet 2004, sous la Première ministre Maria das Neves, pour qui il s'agit de son premier gouvernement, et du président de la République Fradique de Menezes.
Il est profondément remanié le 9 août 2003.

## Historique
Le gouvernement est brièvement déposé du 16 au 23 juillet 2003 lors d'un coup d'État mené par Fernando Pereira.
Maria das Neves présente sa démission du gouvernement le 1er août 2003, mais le président Fradique de Menezes réaffirme sa confiance en elle. Un nouveau gouvernement est constitué le 9 août, avec un nouveau ministre des Finances, Eugénio Soares et un nouveau ministre de la Défense, Óscar Sousa.

## Composition
Le VIIIe gouvernement constitutionnel est composé initialement d'au moins un membre de chaque parti ou coalition représenté à l'Assemblée nationale, soit du Mouvement pour la libération de Sao Tomé-et-Principe – Parti social-démocrate et des coalitions Mouvement pour les forces de changement démocratique-Parti de convergence démocratique et Uê Kédadji.

### Cheffe du gouvernement
- Première ministre : Maria das Neves

### Composition initiale
- Ministre de la Défense : Fernando Daqua
- Ministre de la Planification et des Finances : Maria Tebús[4] (PCD-GR)
- Ministre de la Santé : Claudina Augusto da Cruz[4]
- Ministre de l'Éducation et de la Culture : Fernanda Pontífice[4] (PCD-GR)
- Secrétaire d'État de la Réforme de l'État et de l'Administration publique : Elsa Maria Neto d'Alva Teixeira[4]

### Remaniement du9 août
- Ministre des Finances : Eugénio Soares
- Ministre de la Défense : Óscar Sousa
- Ministre de la Justice, de la Réforme de l'État et de l'Administration publique : Justino Veiga[5]

## Parité femmes-hommes
À l'instar du précédent, le gouvernement est composé de 9 hommes et 5 femmes. S'il s'agit du plus haut taux dans un gouvernement santoméen, plus aucune femme autre que la Première ministre n'est présente après le remaniement du 9 août 2003.